# Bobea brevipes
Bobea brevipes är en måreväxtart som beskrevs av Asa Gray. Bobea brevipes ingår i släktet Bobea och familjen måreväxter. Inga underarter finns listade i Catalogue of Life.